# Severy (stokerij)

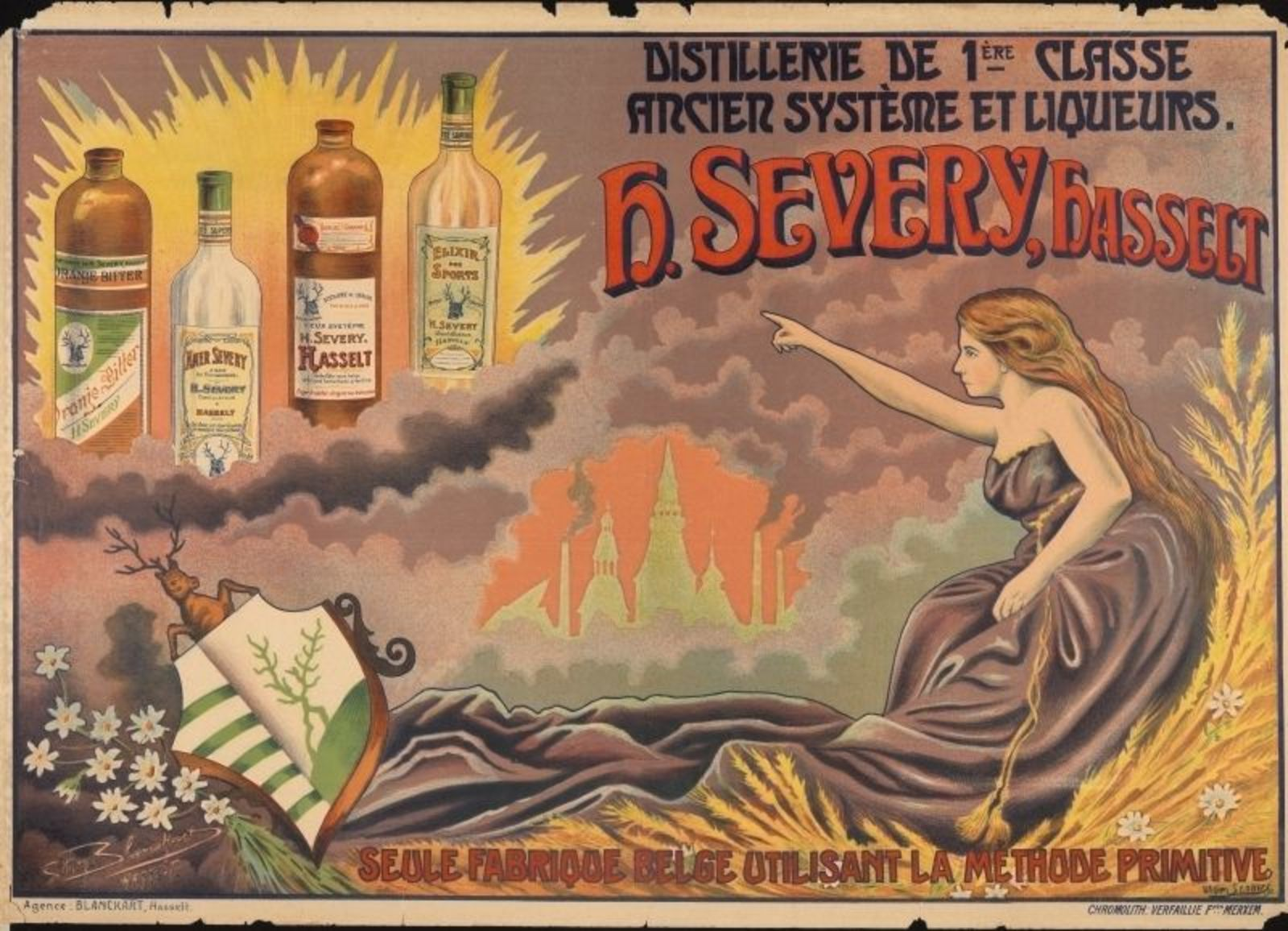
Exterieuraffiche 'H. Severy, Hasselt' voor stokerij Severy, Hasselt, 1910-1913

Severy is een voormalige jeneverstokerij opgericht in 1852 te Hasselt. De stokerij is stilgelegd in 1972. Severy werd overgenomen door Fryns en later ook door Bruggeman.

## Geschiedenis[1][2][3]
Op 4 januari 1852 richtte Jan Frans Liessens-Maris (1820-1855) een stokerij op gelegen aan de Maastrichterpoort in Hasselt. 
Louis Severy-Liessens, schoonzoon van Jan Frans Liessens-Maris, nam de stokerij over in 1855.
Het jaar 1889 markeerde zijn vermelding in de Annuaire de la Distillerie, de la Féculerie & de la Vinaigrerie voor de campagne van 1889-1890, een prestigieuze vermelding in Parijs.
In 1892 diende Louis Severy-Liessens een aanvraag in voor het plaatsen van een stoomgenerator met een druk van 5 atm in zijn fabriek, gelegen tegenover de Place d'Armes. Na zijn overlijden in 1893 zette zijn weduwe, Marie Clementine Liesens, de zaak voort en deponeerde het merkbeeld met de initialen van "S.L." en de naam 'Hasselt', wat op 24 mei 1893 officieel werd geregistreerd.
De stokerij startte in 1895 met de productie van likeuren en in 1903 werden de stokerij, woning en bijbehorende gronden te koop aangeboden om uit onverdeeldheid te geraken. Zoon Hippolyte Severy nam vervolgens de zaak over. 
Na Hippolyte Severy's overlijden in 1913 nam zijn echtgenote, Marguerite Gailliaert, de leiding over. De stokerij doorstond verschillende veranderingen, inclusief export naar Canada in de jaren 1930. Ze namen deel aan tal van commerciële evenementen. In 1930 behalen ze een eremedaille op de wereldexposities in Antwerpen en Luik. 
Het honderdjarig bestaan van het familiebedrijf werd in 1952 uitgebreid gevierd met een misviering en receptie in de salons van Severy waarop onder meer burgemeester Bollen en Gouverneur Roppe aanwezig waren. Ter gelegenheid van dit eeuwfeest bracht Severy een catalogus uit.
Het duurde tot 1954 voordat de stokerij in handen kwam van dochter Marcelle Corvilain-Severy (getrouwd met kunstenaar Marcel Corvilain), die inmiddels weduwe was geworden, en haar zoon Michel Corvilain. Mevrouw Corvilain-Severy werd later tot ridder in de kroonorde geslagen. De firma verhuist dan naar het  Guldensporenplein nummer 14. In die periode neemt Severy de oude stokerij Croonenberghs over.
Ten slotte werden in 1972 de installaties en merknamen van de stokerij door Fryns verworven. Dit leidde eveneens tot de sloop van de gebouwen die waren gelegen aan de Maastrichterpoort (nu het Guldensporenplein). De merknaam Croonenberghs bleef echter voortleven als 'private label' onder Fryns en later onder Bruggeman.

## Producten
De firma stond bekend voor zijn "echte oude jenever H. Severy" verwijzend naar de primitieve methode met enkel rogge en gerstemout.
In de Jubileumbrochure stonden de topproducten opgenomen waaronder een hele reeks jenevers en likeuren, maar ook ingevoerde sterke dranken. Enkele voorbeelden zijn: Gin, Genièvre vieux système, vieux genièvre, dry gin, Curaçao triple sec, Elixir, Crème de cacao, Cherry brandy, Curaçao extra en Kummel cristallisé.